# Municipio de Jacona
El municipio de Jacona es uno de los 113 municipios en los que se divide el estado mexicano de Michoacán de Ocampo, localizado en el norte del estado. Su cabecera municipal es la ciudad de Jacona de Plancarte.

## Toponimia
Así como los españoles transformaron la escritura de palabras como Xalisco en Jalisco, o Xallapan en Jalapa, la palabra Jacona se escribió originalmente Xacona. Esta deriva de la palabra original Xucunan, que en tecuexe significaba ‘lugar de flores y hortalizas’.
Xacona fue establecida en una región chichimeca (tecuexe), limítrofe con el reino purépecha (los mal llamados «tarascos»). Ello explica que otras localidades vecinas tengan nombres porhepeni. El cerro principal frente a Jacona, por ejemplo, se llama Curutarán.
Curutarán es palabra purépecha, formada por los vocablos: «ku» ‘juntarse’; «rhu» ‘proyección o punta’; «tarha» ‘jugar pelota’; y «an» ‘dioses’. Significa entonces: ‘punta donde se juntan los dioses a jugar pelota’. Este juego de pelota no era un juego común, sino el «juego de pelota celestial».

## Escudo
|  | El escudo Jacona de Plancarte está blasonado así: El escudo está rematado por una corona con cruz que alude a la coronación de la virgen de la Esperanza, debajo de la cual se encuentra una representación del cerro del Curutarán. Dispone una bordura donde en su parte superior se halla una «X» que alude a su nombre prehispánico, «Xucunan»; a su izquierda se localiza una rama de olivo y a su derecha, una de laurel, representando victoria y honor. Los bordes laterales superiores presentan unas jaras amarrados por un listón rojo que simboliza la fuerza en la unión. Bajo esto, se halla inscrita la oración latina «Unitas facit magna» (‘La unidad nos hará grandes’). El escudo se divide en cuatro cuarteles con campos en color azul, verde, rojo y amarillo, haciendo alusión a la fertilidad de su tierra, al agua, a la sangre de sus héroes y al color de sus campos en la cosecha. Encima y en medio de los cuarteles se hallan los brazos de un niño, un adulto y un anciano cada uno sujetando una antorcha cuyas llamas se unen para simbolizar de manera gráfica la cita en latín. Bajo los brazos se encuentra una raíz, en alusión a Nuestra Señora de la Raíz. El escudo está rodeado por un cordón de fraile para representar la orden agustina, fundadora de la actual Jacona; y circulado finalmente por ramas de laurel. |

## Geografía

### Ubicación
El municipio se encuentra a 120 km de la capital estatal, en las coordenadas geográficas 19°56′58″N 102°19′04″O / 19.94944, -102.31778, a una altitud entre 1600 y 2500 m.s.n.m. Su superficie es de 118,69 km².

### Límites geo-políticos
El municipio limita al norte con el municipio de Zamora; de este a sur con el municipio de Tangancícuaro, y al oeste con el municipio de Tangamandapio

### Relieve
El relieve lo constituye parte del Eje Neovolcánico. Se encuentran en su horizonte los cerros del Curutarán, el cerro Tamandaro, el cerro de La Cruz y el Gomar.

### Hidrografía
Dos sistemas hidráulicos cruzan el municipio, el río Duero y el río Celio. Jacona cuenta con un sistema de presas que contienen y regulan las corrientes fluviales, compuesto por la presa Verduzco, la presa Orandino, la Estancia y El Disparate. Las corrientes temporales son abundantes según la época del año, así como manantiales de agua fría.

### Clima
El clima es semihúmedo subtropical con lluvias en verano, según la clasificación climática de Köppen. Cuenta con una precipitación pluvial anual entre 700 y 1100 milímetros. La temperatura oscila entre 8 y 39 °C.

### Vías de comunicación
Su principal vía de comunicación es la autopista de Occidente, que lo une al oeste con Ciudad de México y al sur con la ciudad de Guadalajara. Las carreteras principales son: la carretera federal número 15 en una longitud de 8 km, tramo Morelia-Guadalajara, la carretera estatal Zamora-Los Reyes, en una longitud de 27.2 km y el camino vecinal pavimentado Jacona-El Platanal, de 4.5 km.

## Sociodemografía

### Población
De acuerdo al Censo de Población y Vivienda realizado en 2020 por el Instituto Nacional de Estadística y Geografía, sobre la población total de 68 781 personas, 33 339 son hombres y 35 442 son mujeres. De la población de Jacona, 23 653 son menores de edad, 37 500 son adultos y 7 628 son personas mayores de 60 años.

### Evolución demográfica
La población registrada en el último censo realizado presenta un crecimiento promedio de 0.74 % anual en el período 2010-2020 sobre la base de los 64 011 habitantes registrados en el censo anterior. Al año 2020 la densidad del municipio era de 579,5 hab/km².
| Gráfica de evolución demográfica de Municipio de Jacona entre 2000 y 2020 |
|                                                                           |
| Fuente: Instituto Nacional de Estadística Geografía e Informática         |

### Localidades
En el censo de 2020 el municipio de Jacona contaba con 28 localidades.
| Código INEGI    | Localidad               | Población (2020) |
| --------------- | ----------------------- | ---------------- |
| 160430001       | Jacona de Plancarte     | 61 510           |
| 160430004       | El Platanal             | 3 002            |
| 160430008       | Tamándaro               | 1 189            |
| 160430003       | Estancia de Igartua     | 1 092            |
| 160430006       | Rancho Nuevo            | 736              |
| 160430034       | El Barril               | 377              |
| 160430100       | Antorcha Campesina      | 341              |
| 160430017       | San José el Platanal    | 223              |
| 160430038       | Francisco J. Múgica     | 117              |
| 160430053       | Resurrección            | 49               |
| 160430093       | Los Guayabos            | 17               |
| 160430037       | Curutarán               | 13               |
| 160430040       | Monasterio Cisterciense | 13               |
| 160430039       | El Indio                | 8                |
| 160430049       | La Bollera              | 7                |
| 160430078       | El Rincón               | 7                |
| 160430011       | Las Chinampas           | 6                |
| 160430074       | La Planta               | 6                |
| 160430095       | Bugambilias             | 6                |
| 160430101       | Villa de las Flores     | 6                |
| 160430009       | Agua Escondida          | 5                |
| 160430099       | La Cabaña               | 5                |
| 160430046       | El Velazqueño           | 4                |
| 160430066       | La Mangana              | 4                |
| 160430067       | El Gran Chaparral       | 4                |
| 160430016       | El Prioste              | 3                |
| 160430086       | La Laguna               | 3                |
| 160430087       | Merino Rábago           | 1                |
| Total municipal | Total municipal         | 68 754           |

### Grupos indígenas
Según el Censo de Población y Vivienda de 1990, hasta ese año existían en el municipio 454 personas indígenas, de las cuales 222 eran hombres y 232 mujeres. La lengua que hablan estas personas es la purépecha y la Náhuatl.
El segundo Conteo de Población y Vivienda del 2005 establece que en el municipio habitan 581 personas que hablan lengua indígena.

### Analfabetismo
En el 2020, la tasa de analfabetismo en Jacona, en personas mayores de 15 años fue de 8.08 por ciento. De la cual, el 43.2% se encuentra en la población masculina, y el 56.8% en la población femenina. 

### Servicios públicos
De acuerdo con el segundo Conteo de Población y Vivienda del 2005, el municipio cuenta con un total de
- Agua potable: 95 %
- Alumbrado Público: 95 %
- Cloración del Agua: 90 %
- Drenaje: 85 %
- Energía eléctrica: 95 %
- Mercado: 80 %
- Panteón: 100 %
- Pavimentación: 60 %
- Rastro: 90 %
- Recolección de Basura: 80 %
- Seguridad Pública: 85 %

Además, el ayuntamiento administra los servicios de parques y jardines, edificios públicos, unidades deportivas y recreativas, monumentos y fuentes, entre otros.

### Religión
La religión predominante en el municipio de Jacona es la católica, seguida de diversas confesiones minoritarias; Entre las que destacan la IAFCJ (Iglesia Apostólica de la Fe en Cristo Jesús), los testigos de Jehová, la iglesia adventista y diversas iglesias denominadas «de Jesucristo».

## Gobierno y política

### Autoridades Municipales
| Cargo                | Actualmente en el cargo (2021-2024) |
| -------------------- | ----------------------------------- |
| Presidente Municipal | Isidoro Mosqueda Estrada            |
| Síndico Municipal    | Ma. Guadalupe Oseguera Barriga      |

### Regidores
| Comisión                                            | Actualmente en el cargo (2021-2024) |
| --------------------------------------------------- | ----------------------------------- |
| Planeación, Programación y Desarrollo               | Gabriela Ceja Herrera               |
| Desarrollo Rural y Fomento Industrial               | Agustín Romero Mora                 |
| Deporte y Asistencia Social                         | Rosa María Rodríguez Ruíz           |
| Salud, Comercio y Turismo                           | Ramón Sandoval Vera                 |
| Obras y Servicios Públicos                          | Gerardo Miguel Álvarez              |
| Asuntos Migratorios y Cultura                       | Catalina Barragán Alcalá            |
| Desarrollo Urbano y Obra Pública                    | Samuel Torres Ochoa                 |
| Parques y Jardines e Igualdad de Género             | Manuel Salvador Ceja Arceo          |
| Nomenclatura y Derechos Humanos                     | Jaime Vega Gutiérrez                |
| Acceso a la Información Pública y Asuntos Indígenas | Carlos Ríos Cabrera                 |
| Juventud y Ecología                                 | Miguel Ángel López Mejía            |

### Regionalización política
Pertenece al distrito electoral federal 4, con sede en Jiquilpan, y al distrito electoral local 7, con sede en Zacapu.

### Cronología de presidentes municipales
| Periodo   | Presidente Municipal      |
| --------- | ------------------------- |
| 1940-1941 | Lorenzo Plancarte         |
| 1942      | J. J. Romo                |
| 1943      | Luis Gutiérrez García     |
| 1943-1944 | José Zamudio              |
| 1944-1945 | Lorenzo Plancarte         |
| 1945      | Eliodoro Godínez          |
| 1946      | Luis García González      |
| 1947      | Luis Patiño Carrillo      |
| 1948      | Macario Reyes González    |
| 1949      | Salvador Carrillo Maciel  |
| 1950      | Macario Reyes González    |
| 1951      | Manuel Jasso              |
| 1952      | Ricardo Álvarez Rodiles   |
| 1953      | Francisco García Amezcua  |
| 1954      | J. Jesús Arroyo C.        |
| 1955      | Heliodoro Vega García     |
| 1956      | Alfonso Navarro Rosales   |
| 1957      | Enrique Martínez Ocaranza |
| 1958      | Luis Patiño Carrillo      |
| 1959      | Salvador Solorio Torres   |
| 1960-1964 | José Torres Villanueva    |
| 1965-1968 | Jesús Plancarte Tinajero  |
| 1969-1971 | Martín Rodríguez Murillo  |
| 1972-1974 | Francisco Zamudio Corte   |
| 1975-1977 | Joaquín Orozco Espinoza   |
| 1978-1980 | Eulalio Guillen Torres    |
| 1981-1983 | Agustín Torres Cruz       |
| 1984-1986 | Benjamin Navarro Barragán |
| 1987-1989 | Ramón Puga Torres         |
| 1990-1992 | Sergio García Martínez    |
| 1993-1995 | Angelberto Pérez Berber   |
| 1996-1998 | Martín Espinoza Vidales   |
| 1999-2001 | José Torres Zamudio       |
| 2002-2004 | Antonio Chávez Cacho      |
| 2005-2008 | Gregorio Rodiles Duarte   |
| 2008-2011 | José Artemio Castillo     |
| 2012-2015 | Martín Arredondo Delgado. |
| 2015-2018 | Cabrera Ramírez Rubén     |
| 2018-2021 | Adriana Campos Huirache   |
| 2021-2024 | Isidoro Mosqueda Estrada  |

## Educación
De acuerdo al Censo de Población y Vivienda realizado en 2020 por el Instituto Nacional de Estadística y Geografía, el 46.7 % de la población estudiantil de Jacona se encuentra en el nivel primario; el 23.5 % de los estudiantes cursa el nivel secundario; el 14.9 % está en una escuela preparatoria o cursa el bachillerato; un 9.9 % en licenciatura; y el 5 % restante se encuentra en estudios técnicos.

## Cultura

### Fiestas
Entre las fiestas de Jacona, se destacan: 
| Fecha           | Celebración                                                      |
| --------------- | ---------------------------------------------------------------- |
| 14 de febrero   | Aniversario de la coronación de la Virgen de la Esperanza (1886) |
| 15 de febrero   | Inicio de la Feria de la Fresa                                   |
| 8 de septiembre | Natividad de la Virgen de la Purísima.                           |
| 5 de noviembre  | Aniversario de la fundación de Jacona.                           |

- Presidencia municipal
- Iglesia y Convento de San Martín
- Templo de San Agustín
- Parroquia de San Agustín